# Chemische Fabrik Kalle

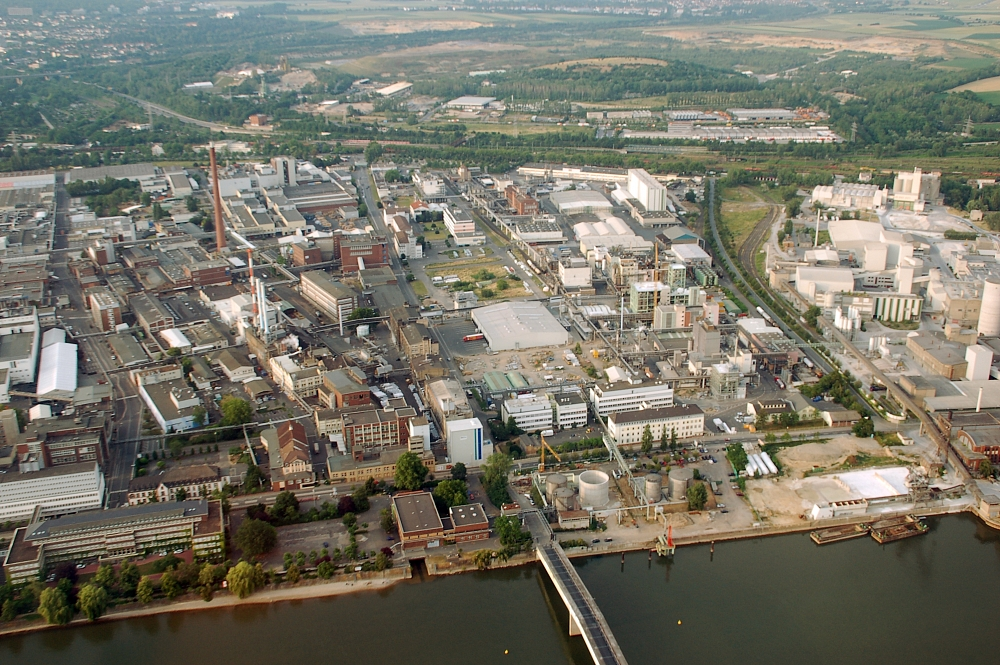
Chemische Fabrik Kalle gamla område i Wiesbaden-Biebrich vid Rhen, idag Industriepark Kalle-Albert.

Chemische Fabrik Kalle var ett tyskt kemiföretag i  Biebrich (idag en stadsdel i Wiesbaden) i det tyska förbundslandet Hessen. Företaget grundades 1863 och blev 1925 en del av IG Farben. 1952 återskapades Chemische Fabrik Kalle som ett självständigt företag, men uppgick 1972 i Hoechst.
I företagets gamla industriområde, Industriepark Kalle-Albert, grundades 1995 Kalle GmbH som är världsledande inom produktion av korvskinn.